# Mind Adventures
Mind Adventures è il primo album della cantante britannica Des'ree. L'album è stato pubblicato nel 1992 dall'etichetta discografica Dasten Sound.

## Tracce
1. Average Man
2. Feel So High
3. Sun of '79
4. Why Should I Love You
5. Stand on My Own Ground
6. Competitive World
7. Mind Adventures
8. Laughter
9. Save Me
10. Momma Please Don't Cry

## Classifiche
| Classifica (1992) | Posizione raggiunta |
| ----------------- | ------------------- |
| Australia         | 39                  |
| Regno Unito       | 43                  |
| Svezia            | 47                  |
| Germania          | 53                  |